# Museo diocesano (Andria)
Il Museo Diocesano “San Riccardo” di Andria è stato istituito il 20 Maggio 1972 con Decreto vescovile da Sua Eccellenza Giuseppe Lanave, vescovo di Andria dal 1969 al 1988.
Le motivazioni sottese alla sua creazione erano quelle di recuperare, custodire e conservare le opere raccolte nel territorio diocesano al fine di giungere ad una conoscenza approfondita della storia e dell’arte locale.
In continuità con l’opera svolta da Lanave, Mons. Raffaele Calabro, Vescovo di Andria dal 1989 al 2016, emanò un regolamento per il museo diocesano il 4 Gennaio 2005. A Mons. Calabro si deve l’articolazione del Museo in tre sezioni, da realizzarsi nei tre centri della diocesi: Andria, Canosa di Puglia e Minervino Murge. La scelta della nuova sede che doveva ospitare la sezione di Andria, intitolata a San Riccardo, è ricaduta nella sede della Comunità Braccianti, situata nel centro storico e in precedenza palazzo Margiotta. Affinché il progetto redatto su carta dai due Vescovi potesse essere effettivamente realizzato, Mon. Luigi Mansi, attuale Vescovo della Diocesi di Andria, ha manifestato la ferma volontà di portare a compimento i lavori di ammodernamento dell'edificio terminati nel marzo 2019, restituendo alla città un polo museale di grande prestigio. Difatti, il Vescovo ha espresso la volontà di far conoscere e ammirare alle nuove giovani generazioni il vasto patrimonio costituito da segnali di una società cristiana che, attraverso i secoli, ha lasciato numerose tracce di sé, per permettere all'intera comunità di recuperare la propria storia e cultura.
L’immobile è stato oggetto di un accurato intervento di restauro e riqualificazione finalizzato al nuovo allestimento facendo ricorso a risorse finanziarie pubbliche e private derivanti sia dalla Diocesi stessa e messe a disposizione da Mons. Calabro, sia da fondi derivanti dall’8 x mille e sia da fondi europei erogati dalla regione Puglia. Inoltre parte dei fondi è stata devoluta da soggetti privati e dall’amministrazione comunale.

## La struttura
L’edificio ospitante l’attuale Museo, ubicato in Via Domenico de Anellis 46, è scomponibile in due corpi di fabbrica: il primo, nonché il più grande e recente, è stato costruito a partire dal 1952 mediante un cantiere sociale che diede lavoro a braccianti disoccupati, ed è collocato ad angolo tra via de Anellis e piazza Toniolo; il secondo, ossia il più antico, è la restante parte del palazzo Margiotta il quale si affaccia su piazza Toniolo e penetra nell’isolato fino a Via Quarti.
Definita ottima la collocazione urbanistica, il Museo si trova in pieno centro storico, a due passi dalla Cattedrale di Andria, dal Palazzo Vescovile, dal Palazzo Ducale e da altre chiese, come San Francesco, San Domenico e San Nicola, che contribuiscono, insieme al Museo stesso, alla creazione dell’entità del patrimonio storico, artistico e religioso cittadino.
Complessivamente il Museo si sviluppa su una superficie di 1400 m² ripartita su 4 livelli: piano interrato, piano terra, primo e secondo piano. L’elemento caratterizzante l’immobile è rappresentato dall’atrio centrale costituito da ballatoi che lo circondano e da vari affacci sui diversi piani.
Il piano terra, destinato all’accoglienza dei visitatori, ospita la biglietteria, il bookshop e una sala conferenze. L’allestimento espositivo al primo piano si presenta come un excursus sulla storia della Diocesi dalle origini al primo Ottocento attraverso le opere d’arte sacra esposte. Le sezioni del secondo piano sono dedicate alle azioni di rinnovo spirituale e organizzativo della Diocesi tra Ottocento e Novecento, ad opera di vescovi illuminati che hanno ravvivato la fede anche attraverso il nuovo impulso dato al culto di San Riccardo, patrono di Andria. A tale santo nella prima metà del Novecento si rese omaggio ricomponendone le reliquie in una nuova urna in legno dorato, in cui fu collocato il calco in argento della testa insieme a paramenti preziosi, alla mitria e al pastorale, simboli del suo ruolo vescovile. Gli elementi di questa ricomposizione sono ora esposti nel museo, insieme a reliquiari, oggetti liturgici e arredi sacri in metalli pregiati e paramenti in preziose stoffe ricamate, a testimonianza della volontà di rendere onore alla fede attraverso la bellezza. Infatti tale volontà è sintetizzabile nelle parole che ebbe a dire Mons. Calabro: “La fede illumina e promuove l’arte e questo non sarebbe spiegabile senza l’afflato religioso”.

## Le Opere

### Le opere dal medioevo al ‘400
- Le tavole del Redentore e della Vergine (1490 circa)
- Santa Chiara, San Berardino e Sant’Agostino (settimo decennio del XV secolo)
- Trono ligneo di Francesco del Balzo (ottavo decennio del XV secolo-primi del XV secolo)
- Reliquiario (XV secolo circa)
- San Giuseppe, la Vergine e il Bambino (fine XV secolo)
- Busto di Francesco II del Balzo (1472 circa)
- Icona della Madonna con Bambino (XII secolo)
- Altare portatile detto di San Gregorio (fine XII secolo)
- Sarcofago in marmo di San Riccardo (XV secolo?)

### Le opere dal ‘500 all’età barocca
- La Maddalena al sepolcro (prima metà del XVII secolo)
- Incoronazione della Vergine Maria (fine XVI secolo)
- Madonna, Sant’Anna e Gesù Bambino (prima metà del XVII secolo)
- Sacra Famiglia (prima metà del XIX secolo)
- L’Annunziata e Vincenzo Carafa (fine XVI secolo)
- Tele con storie della vita di San Francesco da Paola (XVI secolo)
- Volto Santo (XVII secolo)
- Deposizione (XVIII secolo)
- San Pietro pentito (XVIII secolo)
- Angelo custode, Arcangeli Gabriele, Raffaele e Michele (XVIII secolo)
- Manichini vestiti (XIX secolo)
- Corone d’argento (XIX secolo)
- Tavole intarsiate (1773 circa)
- Sacra Famiglia_ID_35 (prima metà del XIX secolo)
- Dipinto Beatificazione della Beata Vergine Maria (XVIII secolo)
- Dipinto San Nicola di Myra (XVIII secolo)
- San Giovanni Evangelista (XVIII secolo)
- Natività o Adorazione dei Pastori (XVIII secolo)
- Dipinto Ultima Cena
- Dipinto discesa dello Spirito Santo (XIX secolo)
- Deposizione scheda 33 (XVIII secolo)
- Crocifissione scheda 34 (XVIII secolo)
- Deposizione scheda 35 (XVIII secolo)
- Addolorata
- Natività Vito Calò

### La Sacra Suppellettile e l’azione dei Vescovi
- Testa di San Riccardo (XX secolo)
- Urna lignea di San Riccardo (XIX secolo)
- Pastorale di San Riccardo (XIX secolo)
- Reliquiario a braccio (1840)
- Reliquiario Stauroteca (1842)
- Ostensorio di San Domenico (1935)
- Parato di Monsignor Cosenza (XIX secolo)
- Pianeta Monsignor Cosenza (prima metà del XIX secolo)
- Reliquiario della Sacra Spina (prima metà del XIX secolo)
- Reliquario di Santa Colomba (XVIII secolo)
- Calice scheda 51 (1862)
- Serie di Cartagloria (XX secolo)
- Calice scheda 53 (1911)
- Calice scheda 54 (1913)
- Parato proveniente dal Monastero delle Benedettine (prima metà del XIX secolo)
- Calice scheda 58 (XIX secolo)
- Pastorale Monsignor Bolognese (XIX secolo)
- Pastorale Monsignor Palica (XVIII secolo)
- Parato del capitolo della Cattedrale (XVIII-XIX secolo)
- Ostensorio id 76 (1869)
- Candeliere (1937)
- Candeliere piccolo (1937)
- Vaso piccolo portapalma (XIX secolo)
- Croce d’altare scheda 71 (1937)
- Candeliere scheda 72 (1937)
- Candeliere scheda 73 (XIX secolo)
- Calice scheda 87 (XVIII secolo)
- Candeliere (XIX secolo)
- Croce d’altare (seconda metà del XIX secolo)